# Sokolite, Kărdjali
Sokolite (în bulgară Соколите) este un sat în comuna Cernoocene, regiunea Kărdjali,  Bulgaria. 

## Demografie
Componența etnică a satului Sokolite
     Turci (95%)
     Nicio identificare (5%)
     Altele (0%)
La recensământul din 2011, populația satului Sokolite era de 60 locuitori. Din punct de vedere etnic, majoritatea locuitorilor (95%) erau turci. Pentru 5% din locuitori nu este cunoscută apartenența etnică.